# オオジョロウグモ
オオジョロウグモ Nephila pilipes (Fabricius 1793) はジョロウグモ属のクモで、日本で最大のクモと言われる。

## 特徴
円筒形の体に細長い足を持つ大型のクモ。体長は雌で50mm、雄では7-10mm。日本最大のクモである。
雌は頭胸部は方形に近く、やや平ら、全体に黒だが、表面に細かい金色の毛を密生している。歩脚は細長く、ほぼ黒く、節ごとに先端部が黄色くなっているが、個体によってははっきりしない。腹部は前方がやや幅広い円筒形で、前端、後端は丸い。全体に黒っぽく、前端に幅広い横向きの白班、そこから後方に細い縦筋の白班が多数はいる。ただし色彩には変異が大きく黒色型、赤色型、黒色黄条型などが知られる。腹面も黒で、多数の黄色などの水玉模様がある。歩脚は強力で黒くて長く、また細かな毛が密生しており、第1脚と第4脚が長く、第2脚、第3脚は短い。
雄は7-10mmにしかならない。これはジョロウグモの雄とほぼ同大であり、雌に比べると、とても小さい。雄は全体に雌を小さくしたような形ながら、全体に褐色で、はっきりした斑紋などは見られない。ただし幼生の時期には雌と同様に白地に3本の縦線が見られる。

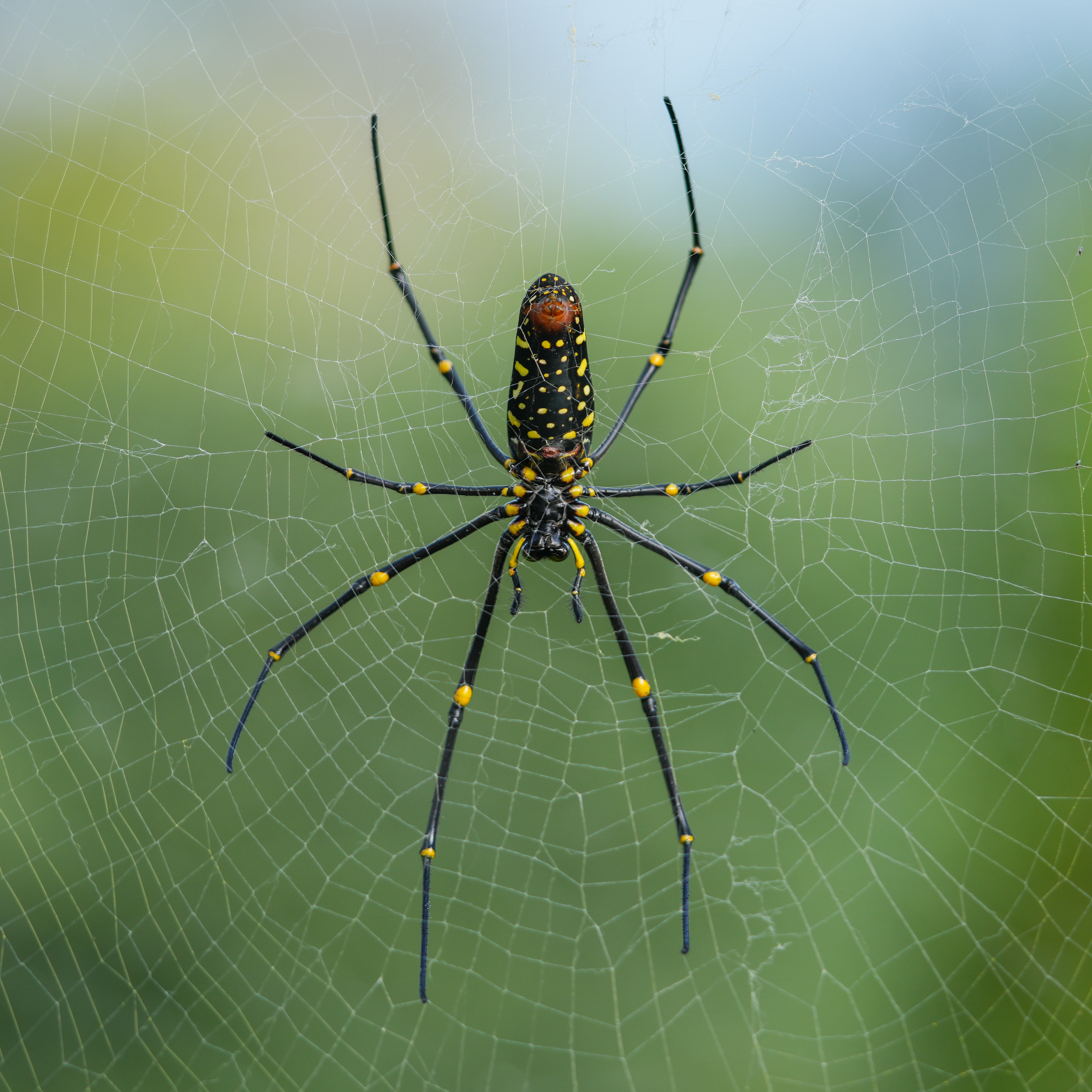
雌成体・腹面
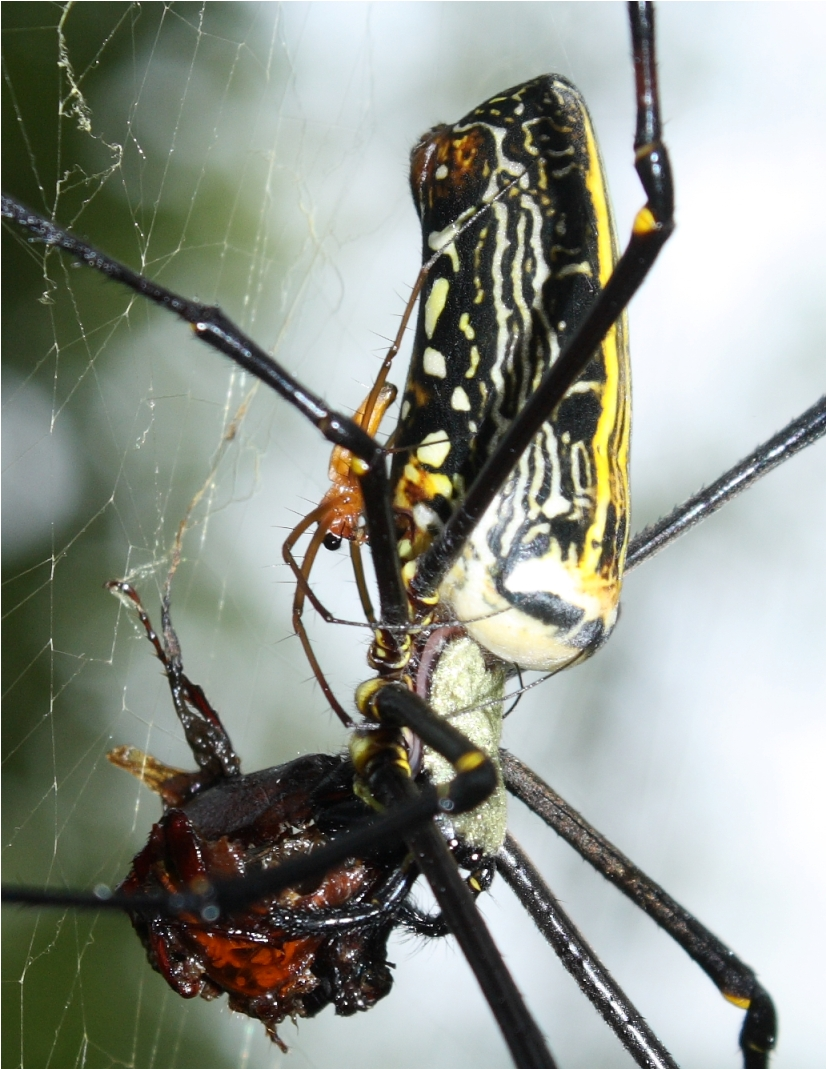
雌成体・側面・および交接中の雄成体

## 習性
人里から山野に生息し、あまり都市部には見られない。樹間や草の上に直径1-1.5mほどの網を張る。網は地上50cm位から3m位の高さに張り、ジョロウグモのそれに似ているが、やや網の目が粗い。網の本体はジョロウグモと同様に馬蹄形円網であるが、ジョロウグモのような前後の補助網を持つ三重網でなく、後方にだけ補助網をつける。
大型なだけに捕らえる獲物も大きいものが含まれ、鳥がかかることもある。

## 生活環
年一化性で、6-10月に成熟する。小野、緒方(2018)では成熟の時期を6～11月といい、更に石垣島では4月に雄成体が記録された例があるとのこと。
産卵期は7～10月。産卵は地上で行われる。雌成虫は産卵時には地上に降り、地表の凹みに卵嚢を作ると、落ち葉等でそれを覆い隠す。沖縄本島での記録では1個の卵嚢中の卵数は1500～2000個に達し、10月頃には子グモが卵嚢より出てくる。幼虫はそのまま越冬し、4月から6月にかけて急速に成長して成熟する。

## 分布
日本では薩南諸島以南の南西諸島全般に分布し、国外の分布は広く、台湾、中国、ニューギニア、オーストラリアにかけて知られる。

## 分類、類似種など
本種はジョロウグモ N. clavata と同じくジョロウグモ属に含まれる。この属には世界に約30種が知られるが、日本にはこの2種のみが知られる。この2種は体型などは似ているが斑紋や色彩はかなり異なる。それぞれ成長に従って斑紋が変わり、また変異の幅もあるが、それを知っていれば判別は容易である。その他に混同するようなものはない。

## 利害
網の糸が目に入るとかぶれることがある。
本種は雌では3gに達するものがあり、タイ、ラオス、ニューギニアなどで食用とされたことがあるといい、生食、あるいは塩焼きにしたという。